# Franciszek Koterba

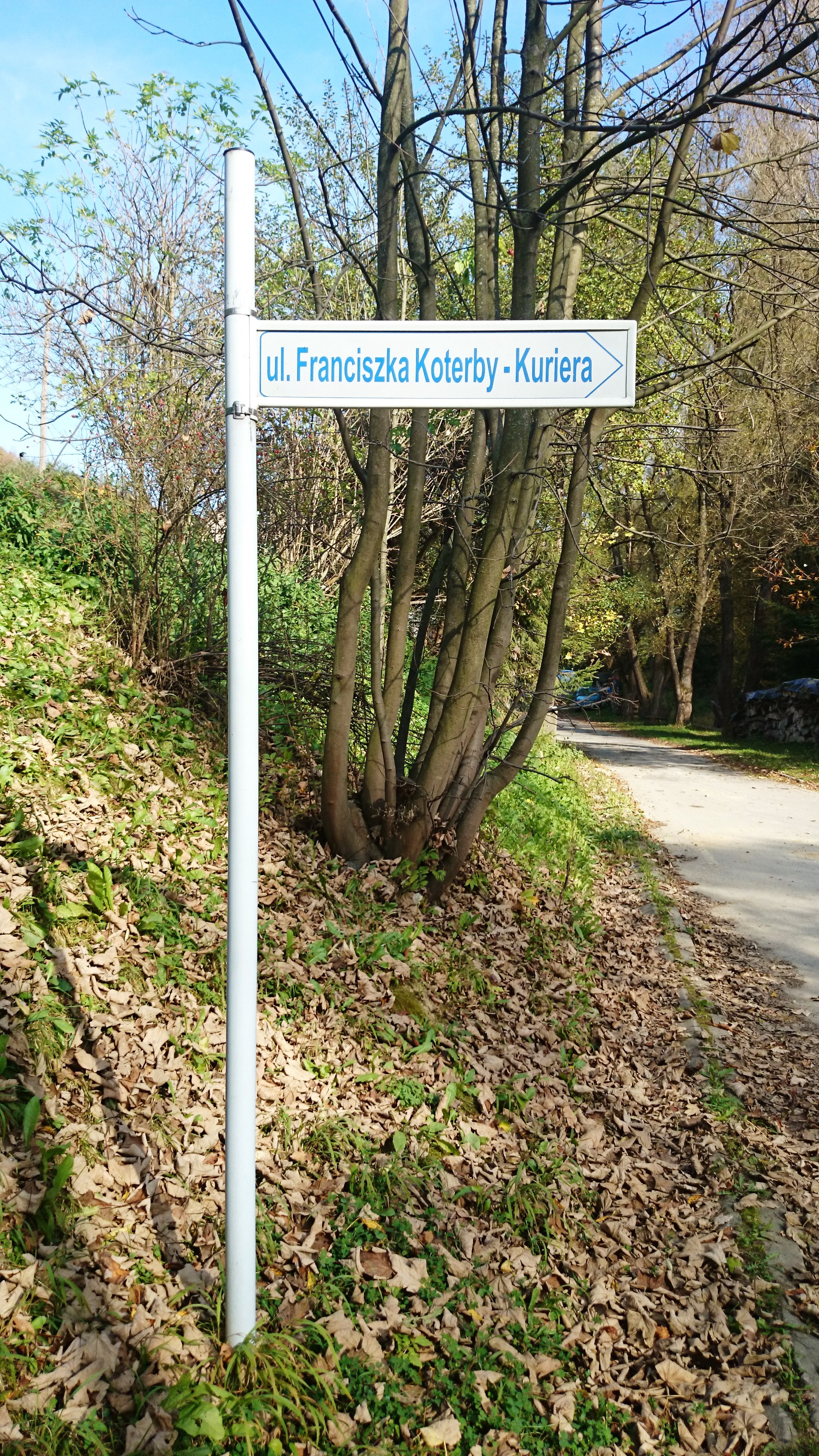
Skrzyżowanie ulicy Źródlanej (widocznej na zdjęciu) z ulicą Franciszka Koterby – kuriera w Krościenku nad Dunajcem

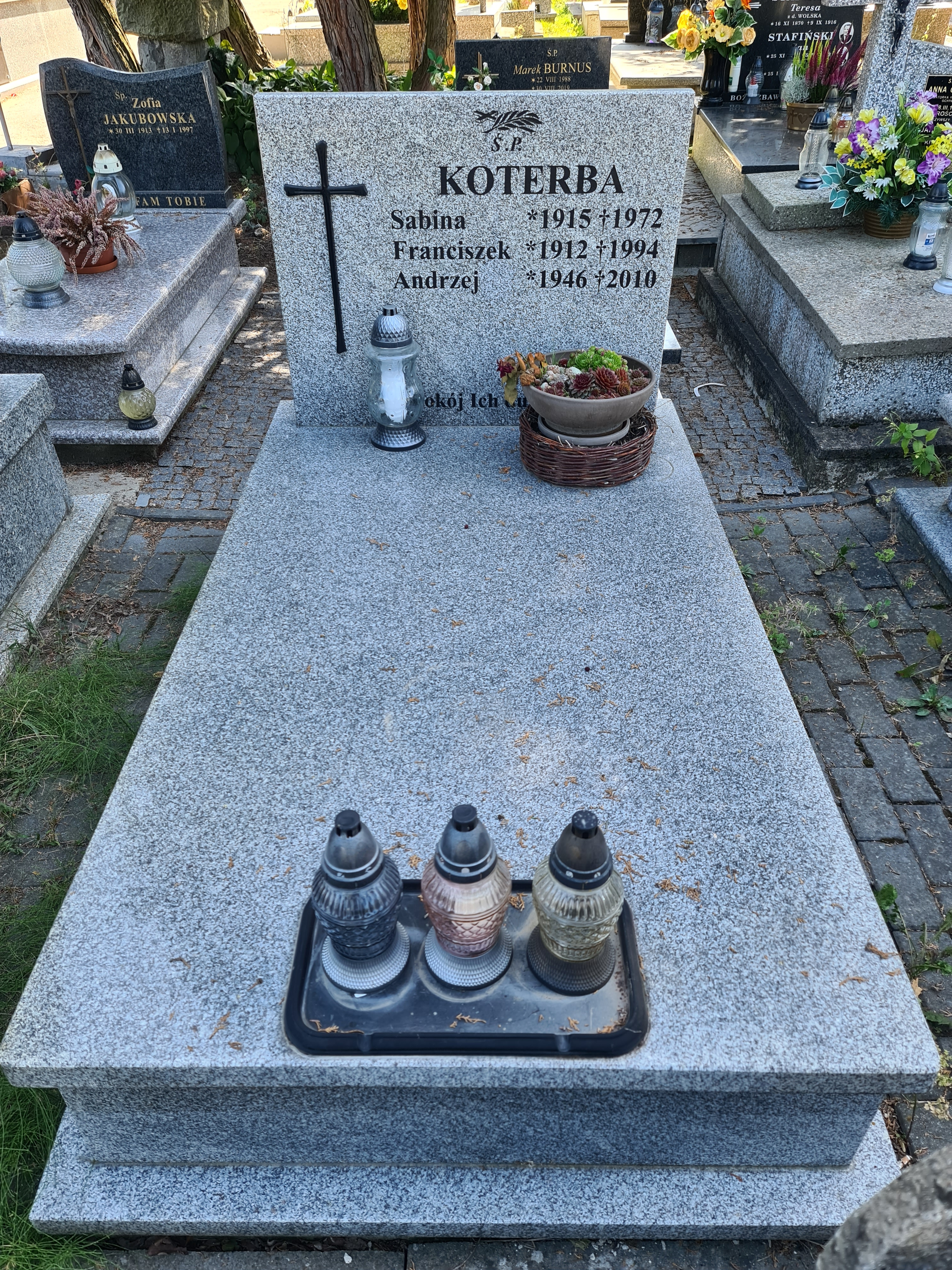
Grób rodzinny Franciszka Koterby
na cmentarzu komunalnym
w Krościenku nad Dunajcem

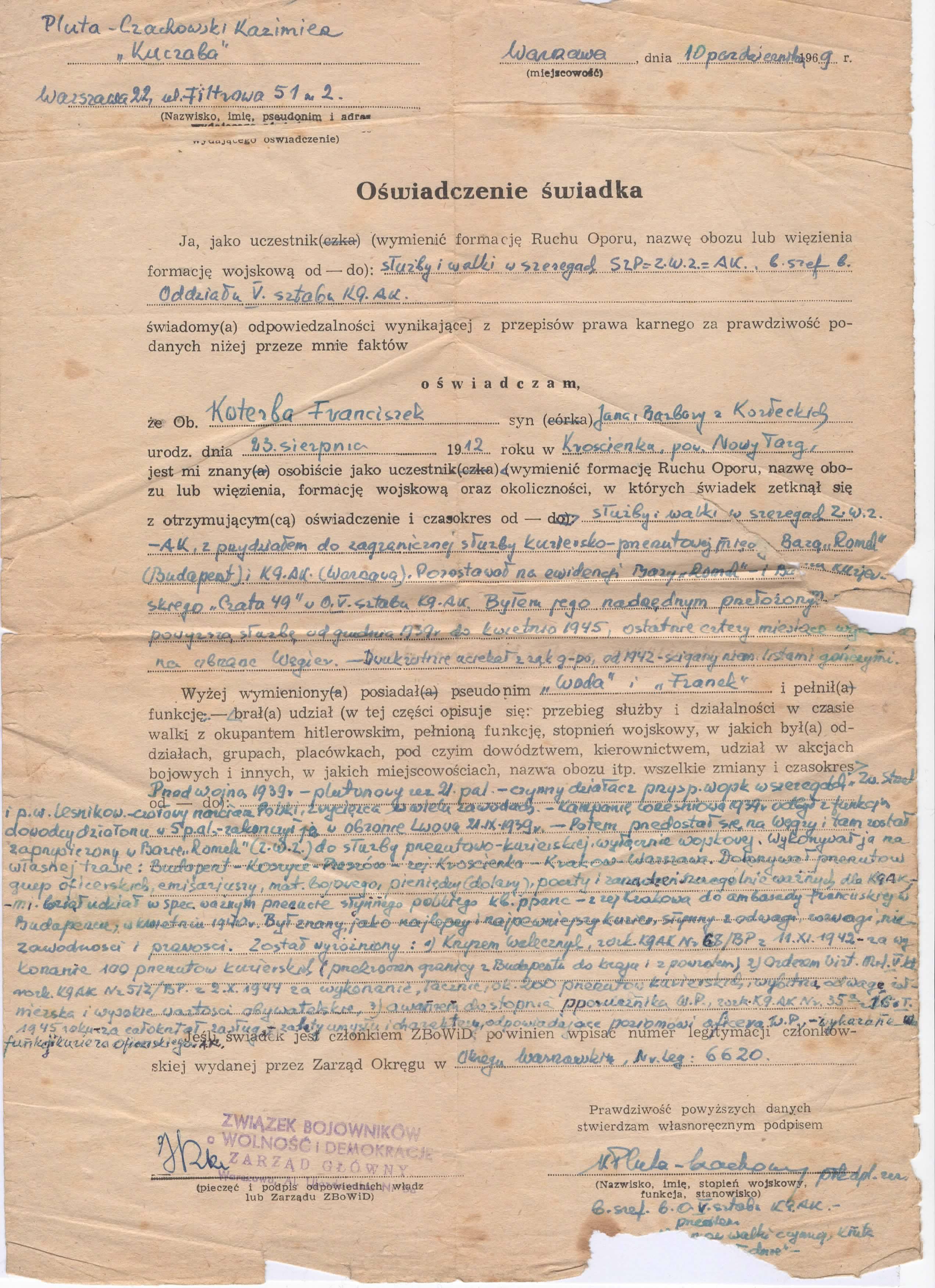
Oświadczenie o działalności Franciszka Koterby, świadek Kazimierz Pluta-Czachowski

Franciszek Koterba (Strama) pseud. Franek, Woda (ur. 23 sierpnia 1912 w Krościenku nad Dunajcem, zm. 7 listopada 1994 w Nowym Targu) – polski leśnik, kurier Armii Krajowej z Krościenka nad Dunajcem.

## Życiorys
Franciszek Koterba był synem Jana i Barbary z Kozłeckich. Od 1938 roku pracował w Pienińskim Parku Narodowym.
W okresie między 17 września 1939 roku a 7 października 1939 roku czterokrotnie dostawał się do niewoli (raz niewoli radzieckiej, po zajęciu Lwowa przez Rosjan, i trzykrotnie niemieckiej), i czterokrotnie z niej uciekał. Wrócił do Krościenka, gdzie się ukrywał. 6 grudnia 1939 roku udał się pieszo na Węgry w celu dotarcia do Francji i zaciągnięcia się do tworzonego tam Wojska Polskiego. 8 grudnia został zatrzymany przez węgierską straż graniczną, która prowadziła dużą grupę Polaków w kierunku polskiej granicy. Zainicjował kolejną ucieczkę, do której przyłączyło się wielu Polaków. Dotarł do polskiego konsulatu w Budapeszcie, gdzie po spotkaniu z byłym burmistrzem Krościenka Julianem Masztalerzem i wysłuchaniu przez burmistrza jego opowiadania o dotychczasowych losach, zaproponowano mu funkcję kuriera. Pierwsze wojenne święta Bożego Narodzenia spędził już na trasie kurierskiej. 6 stycznia 1940 roku został zaprzysiężony w Związku Walki Zbrojnej jako kurier do spraw wojskowych na trasie: Budapeszt – Koszyce – Preszów – Kraków – Warszawa – Budapeszt. Po zaprzysiężeniu nadano mu pseudonim „Franek”, a od 1942 roku, gdy był już poszukiwany listami gończymi, zmieniono mu pseudonim na „Woda”.
W czasie II wojny światowej wykonał 56 kursów na wyznaczonej trasie, przekraczając ponad 250 razy granicę. 25 stycznia 1945 roku otrzymał nominację na stopień podporucznika Wojska Polskiego („za całokształt zasług, zalety umysłu i charakteru, odpowiadające poziomowi oficera WP wykazane na funkcji kuriera oficerskiego KG AK”).
Po wojnie pracował m.in. jako podleśniczy Pienińskiego Parku Narodowego. Na tym stanowisku 1 maja 1976 roku przeszedł na emeryturę. Był działaczem Towarzystwa Tatrzańskiego i współzałożycielem oddziału PTTK w Krościenku nad Dunajcem.
Zmarł w szpitalu w Nowym Targu. Został pochowany na cmentarzu komunalnym w Krościenku nad Dunajcem (VI E 15).

## Ordery i odznaczenia
- Krzyż Walecznych – po setnym przekroczeniu granicy, w dniu 11 listopada 1942 roku
- Krzyż Srebrny Orderu Virtuti Militari – po dwusetnym przekroczeniu granicy, w dniu 2 maja 1944 roku („za wykonanie łącznie 200 przerzutów kurierskich, wybitną odwagę żołnierską i wysokie wartości obywatelskie”).

## Upamiętnienie
Nazwiskiem Franciszka Koterby nazwano jedną z ulic Krościenka nad Dunajcem.